# Melanorivulus apiamici
Melanorivulus apiamici es un pez de agua dulce la familia de los rivulines en el orden de los ciprinodontiformes.

## Morfología
De cuerpo alargado, los machos pueden alcanzar los 3 cm de longitud máxima.

## Distribución geográfica
Se encuentran en ríos de América del Sur, en la cuenca fluvial de la cabecera del río Paraná en Brasil.

## Hábitat
Viven en pequeños cursos de agua de clima tropical, de comportamiento bentopelágico y no migrador. Habita los bordes de los arroyos, canales y estanques, entre la vegetación.
Tienen la capacidad de salir del agua volteándose a sí mismos, desplazándose así a través de la tierra en busca de mejores hábitats, evitar a los depredadores o buscar comida; mientras se mantienen húmedos, pueden vivir durante largos períodos de tiempo en tierra.